# Пшиборовиці-Ґурні
Пшиборовиці-Ґурні (пол. Przyborowice Górne) — село в Польщі, у гміні Залуський Плонського повіту Мазовецького воєводства.
Населення — 94 особи (2011).
У 1975-1998 роках село належало до Цехановського воєводства.

## Демографія
Демографічна структура станом на 31 березня 2011 року:
|          | Загалом | Допрацездатний вік | Працездатний вік | Постпрацездатний вік |
| -------- | ------- | ------------------ | ---------------- | -------------------- |
| Чоловіки | 46      | 13                 | 25               | 8                    |
| Жінки    | 48      | 9                  | 25               | 14                   |
| Разом    | 94      | 22                 | 50               | 22                   |